# جن کرتاخارنا

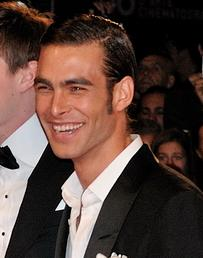
Jon Kortajarena

جُن کُرتاخارِنا (اسپانیایی: Jon Kortajarena‎) زاده ۱۹ مهٔ ۱۹۸۵ یک مدل و هنرپیشه اسپانیایی است.

## زندگی شخصی
جان کورتاجارنا در بیلبائو ، اسپانیا متولد شد و هم اکنون درلندن زندگی می کند. او به باسک ، اسپانیایی و انگلیسی صحبت می کند. وی تا 10 سالگی به یک مدرسه رفت ، اما به دلیل مسافرتهای زیادی که داشت ، پس از آن به ثبت نام در مدارس دولتی ، خصوصی و کاتولیک ادامه داد.  مادرش آرایشگر بود و اغلب موهای او را به مدل های خاصی درست میکرد.  اگر او مدل نبود ، بازیگر تمام وقت میشد. با این حال ، او خاطرنشان می کند که طراحی داخلی و عکاسی زمینه هایی است که همیشه در مورد آنها کنجکاو بوده است. سرگرمی های او شامل تماشای فیلم ، خواندن کتاب توسط هرمان هسن ، آفتاب گرفتن ، رفتن به کوه با دوستان و گوش دادن به موسیقی است. برخی از رمان های مورد علاقه وی عبارتند از: عطر ، چرخ زندگی توسط الیزابت کابلر-راس و سیذارتا .   او مدتی با لوک ایوانز در رابطه بود. 

## فیلم‌شناسی
- یک مرد مجرد

## موزیک ویدئو
- «مدونا - دختر وحشی شد»
- «مدونا - هرزه، من مدونا هستم»